# Macael
Macael község Spanyolországban, Almería tartományban. Lakosainak száma 5428 fő (2024).

## Földrajza
Macael Cantoria, Líjar, Chercos, Tahal, Laroya, Purchena, Olula del Río és Fines községekkel határos.

## Testvértelepülések
- Esplugues de Llobregat
- Jarrie

## Népesség
A település lakosságának változását az alábbi diagram mutatja:
| Lakosok száma | 5786 | 6002 | 6055 | 6168 | 6018 | 5719 | 5628 | 5482 | 5449 | 5428 |
|               | 2001 | 2004 | 2006 | 2009 | 2011 | 2014 | 2016 | 2019 | 2021 | 2024 |